# Júlio de Castilho

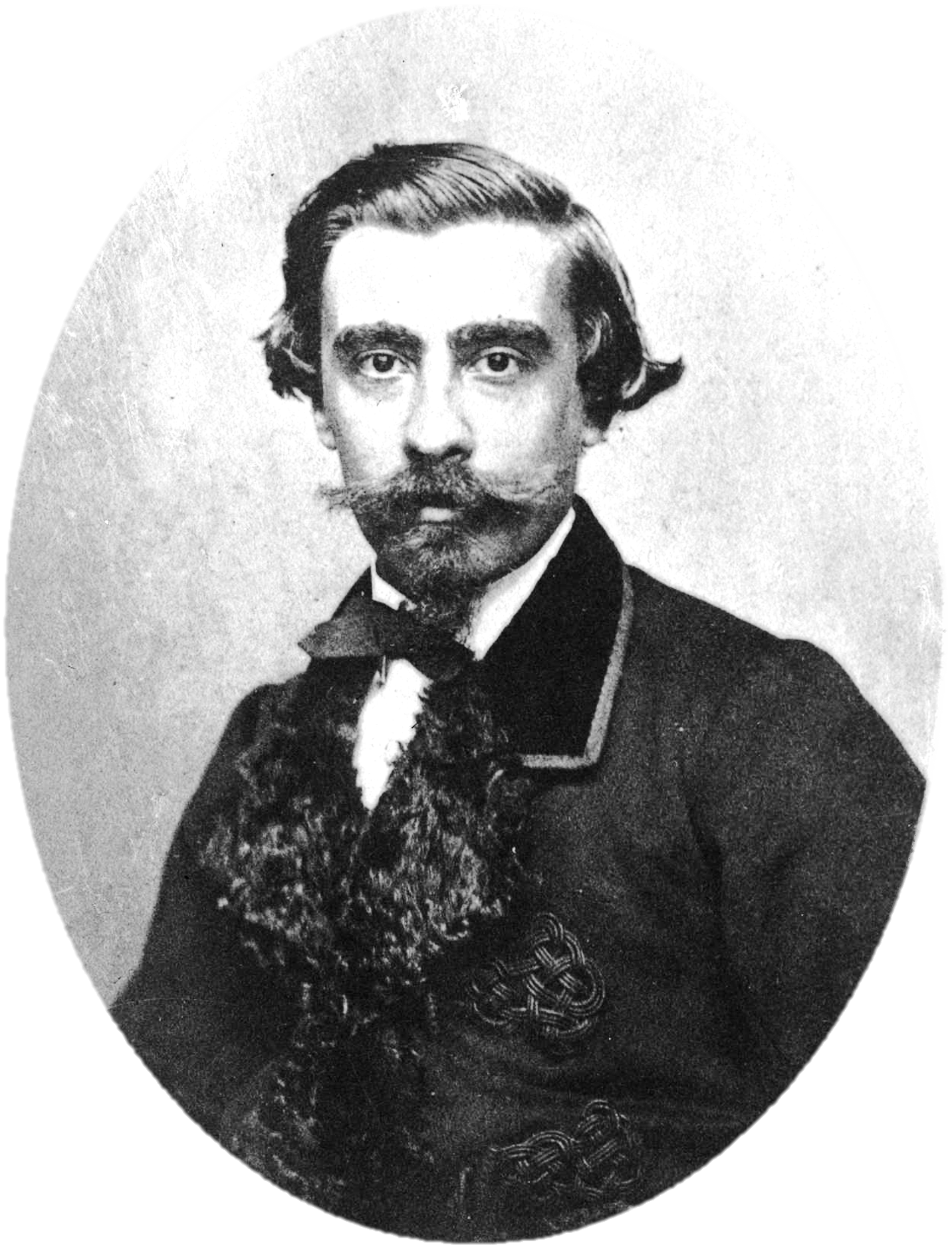
Júlio de Castilho na sua juventude.

Júlio de Castilho (Lisboa, 30 de Abril de 1840 – Lisboa, 8 de Fevereiro de 1919), segundo visconde de Castilho, foi um jornalista, poeta, escritor e político português, filho do escritor António Feliciano de Castilho. Distinguiu-se como olisipógrafo, publicando diversas obras sobre a cidade de Lisboa e juntando uma importante colecção pessoal de documentos sobre o tema, hoje depositada na Biblioteca Nacional de Lisboa.

## Biografia
Filho do escritor António Feliciano de Castilho e de sua segunda mulher D. Ana Carlota Xavier Vidal de Castilho e irmão do militar e político Augusto de Castilho, concluiu na Universidade de Coimbra o Curso Superior de Letras, enveredando cedo pela vida literária e pelo jornalismo, publicando poesia e diversas obras de carácter histórico e bio-bibliográfico.
Foi primeiro-oficial da Biblioteca Nacional de Lisboa, desenvolvendo aí diversos trabalhos de investigação na área da bibliografia e da biografia.
Foi correspondente literário em Lisboa do Diário Oficial do Rio de Janeiro. As suas cartas saíam nos números dos domingos, tornando-se notáveis pela variedade e escolha dos assuntos científicos e literários, e pela elegância e elevação do estilo. Ainda na area do jornalismo, colaborou em diversas publicações periódicas, nomeadamente no Arquivo Pitoresco (1857-1868), na Revista Contemporânea de Portugal e Brasil (1859-1865), Gazeta Literária do Porto (1868), O Occidente (1878-1915), Lisboa creche: jornal miniatura (1884), Lusitânia (1914) e A semana de Lisboa (1893-1895).                                                                                    
As suas actividades como jornalista levaram-no a fazer uma passagem pela política, sendo nomeado governador civil da Horta em Outubro de 1877. Exerceu estas funções até Fevereiro de 1878, sendo exonerado devido à mudança de partido do Governo em Lisboa. No ano seguinte (1878) foi nomeado para o mesmo cargo, mas no distrito de Ponta Delgada, mas não chegou a tomar posse do lugar.
O título de visconde de Castilho foi-lhe concedido em verificação de vida no de seu pai, por decreto de 1 de Abril de 1873.

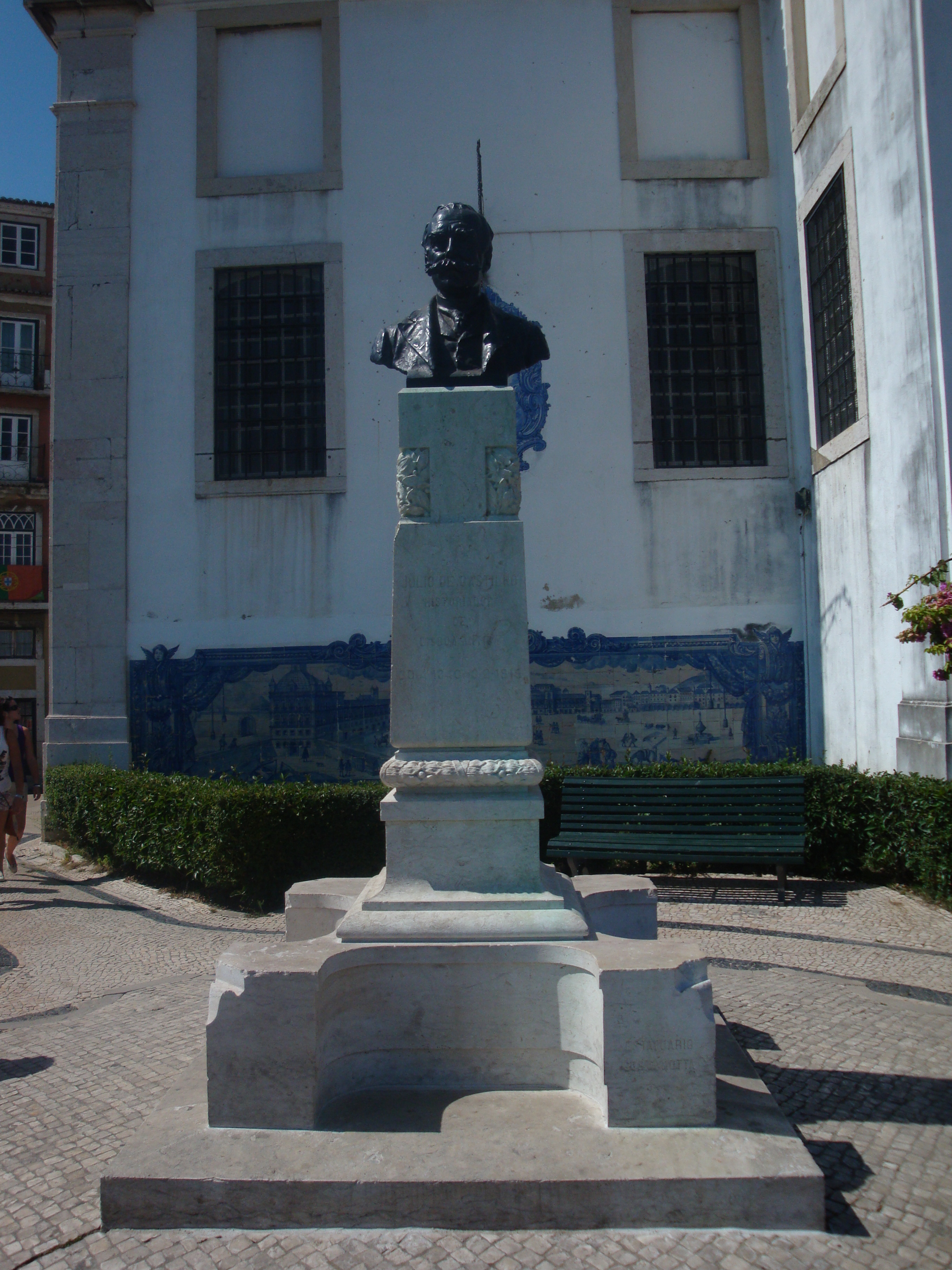
Busto de Júlio de Castilho, em Lisboa.

No ano de 1906 foi-lhe atribuída a tarefa de professor de História e de Literatura Portuguesa do Infante D. Luís. Foi também cônsul de Portugal em Zanzibar.
Foi sócio efectivo da Associação dos Arquitectos e Arqueólogos Portugueses e sócio correspondente da Academia das Ciências de Lisboa, do Instituto de Coimbra, do Gabinete Português de Leitura de Pernambuco, do Instituto Vasco da Gama de Nova Goa e da Associação Literária Internacional de Paris.
Durante a sua passagem pelo Governo Civil da Horta foi feito sócio honorário do Grémio Literário Faialense e do Grémio Literário Artista da Horta.
Em 1920 a Empresa Diário de Noticias publicou a obra In memoriam: Júlio de Castilho reunindo escritos de alguns dos seus amigos e admiradores.

## Obras publicadas
Júlio de Castilho é autor de um vasto conjunto de obras, além de centenas de artigos dispersos pela imprensa da época. Eis alguns dos títulos mais representativos:
- Estudo genealógico, biographico e litterario da familia Castilho, publicado no tomo III, da 2.ª edição das obras completas de seu pai.
- Estudos sobre Camões, em 1863;
- O senhor António Feliciano de Castilho e o senhor Anthero do Quental, Lisboa, 1865, 2.ª edição, 1866 (a propósito da questão do Bom senso e bom gosto);
- Memórias dos vinte anos, fragmento, Lisboa, 1866 (a obra mereceu crítica favorável de Júlio César Machado e Jacinto Augusto de Freitas Oliveira, na Revolução de Setembro, de Novembro de 1867, e de Pinheiro Chagas, no Annuario do Archivo Pittoresco, do mesmo mês e ano);
- Primeiros versos, Paris, 1867;
- Antonio Ferreira, poeta quinhentista, estudos biographico litterarios, seguidos de excerptos do mesmo autor, Lisboa, 1875, 3 volumes;
- D. Ignez de Castro, drama em 5 actos e em verso, Lisboa, 1875; seguido de notas históricas e de uma monografia acerca de Inês de Castro;
- O ermiterio, collecção de versos, Lisboa, 1876;
- Requerimento a sua magestade el-rei pedindo a abolição das touradas em Portugal, Lisboa, 1876 (apresentado em nome da Sociedade Protectora dos Animais);
- Relatorio apresentado à Junta Geral do districto administrativo de Horta, pelo governador civil, visconde de Castilho, publicado em 1877;
- Lisboa antiga (O Bairro Alto), Lisboa, 1879 (reeditado em 1903);
- Lisboa antiga (Bairros orientaes), tomo I e II na Imprensa da Universidade de Coimbra, em 1884; tomos III e IV em 1885; tomo V, 1887; tomo VI, 1889; tomo VII, 1890;
- Memorias de Castilho, tomo I (de 1800 a 1822); tomo II (de 1822 a 1831); 1881 (depois continuada no jornal O Instituto de Coimbra);
- Os ultimos trinta annos, por César de Cantu, tradução, Lisboa, 1880;
- Jesu Christo, por Luiz Veuillot, tradução, Paris, 1881;
- O archipelago dos Açôres, Lisboa, 1886;
- Ilhas Occidentaes do Archipelago Açoriano, Lisboa, 1886;
- Manuelinas (cancioneiro), Lisboa, 1889;
- Apontamentos para o elogio historico do Ill.mo e Ex.mo Sr. Iqnacio de Vilhena Barbosa, lidos na sessão solemne da Real Associação dos Architectos e Archeologos portuguezes em 10 de maio de 1891, Lisboa, 1891;
- A ribeira de Lisboa, descrição histórica da margem do Tejo desde a Madre de Deus até Santos-o-Velho, Lisboa, 1893;
- D. António da Costa, quadro biographico litterario, Lisboa, 1895;
- O christianismo e o operariado, conferência na Associação Protectora dos Operários em 27 de Abril de 1897, Lisboa, 1897;
- Elogio historico do arquitecto Joaquim Possidonio Narciso da Silva, proferido em sessão solemne da Real Associação dos Architectos e Archeologos portuguezes em 28 de Março de 1897, Lisboa, 1897;
- A mocidade de Gil Vicente, o poeta, quadros da vida portugueza nos séculos XV e XVI, Lisboa, 1897;
- Amores de Vieira Lusitano, Lisboa, 1901;
- Os dois Plinios (Estudos da vida romana), Lisboa, 1906.